# Факунд Гермианский
Факунд (лат. Facundus) — епископ Гермианский (в африканской провинции Бизацена), автор труда «В защиту трёх глав». В 546 г. отказался подписать решение собора в Константинополе, осудившее три главы. В 550 г. настоял на отлучении от церкви Вигилия, папы римского. Когда Юстиниан принял суровые меры против непокорных, Факунд подвергся заточению. В 571 г. он снова написал сочинение в защиту трёх глав, против Музиана Схоластика. Для характеристики эпохи труды Факунда имеют большое значение.
Сохранились три его сочинения:
- «Pro defensione Trium capitulorum libri XII» (II, 1626);
- «Epistola de fide catholica in defensionem Trium capitulorum» (П., 1723);
- «Liber contra Mucianum Scholasticum» (1626).